# Mireya Baltra
Pour les articles homonymes, voir Baltra.
Mireya Baltra Moreno, née le 25 février 1932 à Santiago (Chili) et morte le 17 avril 2022, est une sociologue, journaliste et femme politique chilienne. 
Membre du Parti communiste du Chili, elle est conseillère municipale de Santiago de 1963 à 1967, députée de 1969 à 1973 et ministre du Travail et de la Protection sociale (en) en 1972.

## Biographie

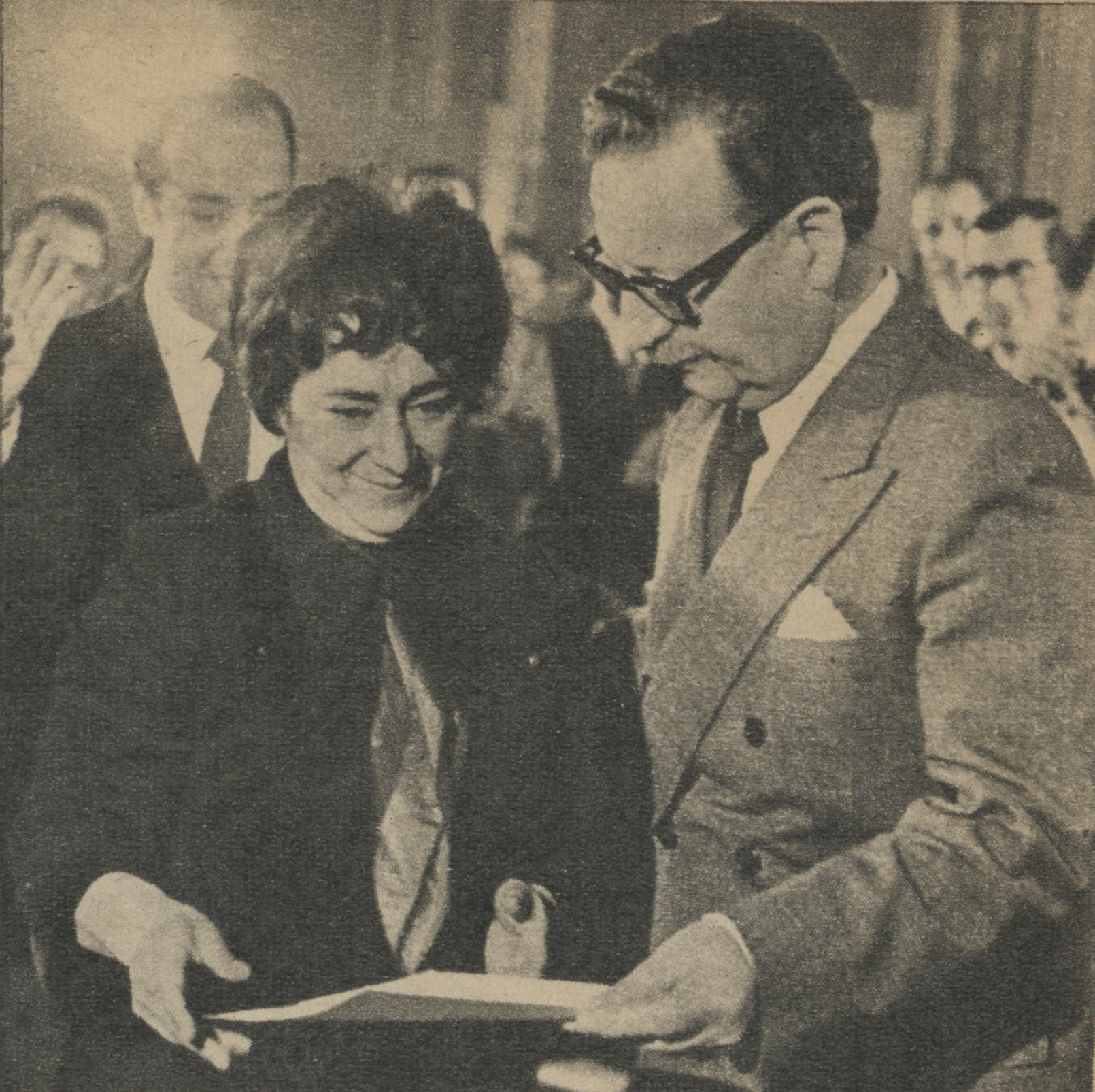
Mireya Baltra et Salvador Allende.

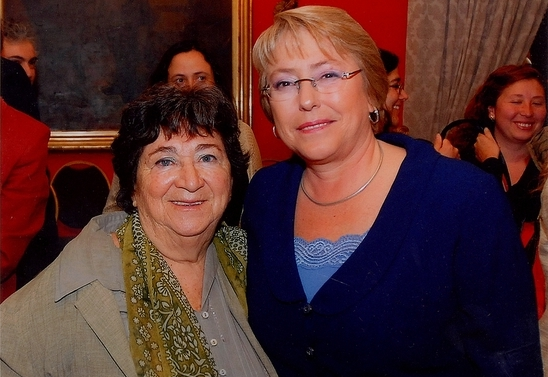
Mireya Baltra et Michelle Bachelet en 2006.